# 克拉尔夫斯
克拉尔夫斯（西班牙语，加泰隆尼亞語發音：[kəˈɾalps]）是西班牙加泰罗尼亚赫罗纳省的一个市镇，总面积93.5平方公里，总人口178人（2012年），人口密度2人/平方公里。

## 人口
| 1900 | 1930 | 1950 | 1970 | 1986 | 2005 |
| ---- | ---- | ---- | ---- | ---- | ---- |
| 611  | 496  | 502  | 263  | 200  | 202  |